# Jezioro Głowińskie
Jezioro Głowińskie – jezioro w woj. kujawsko-pomorskim, w powiecie brodnickim, w gminie Zbiczno, leżące na terenie Pojezierza Brodnickiego. Zachodnia część północnej zatoki jeziora leży w gminie Biskupiec.

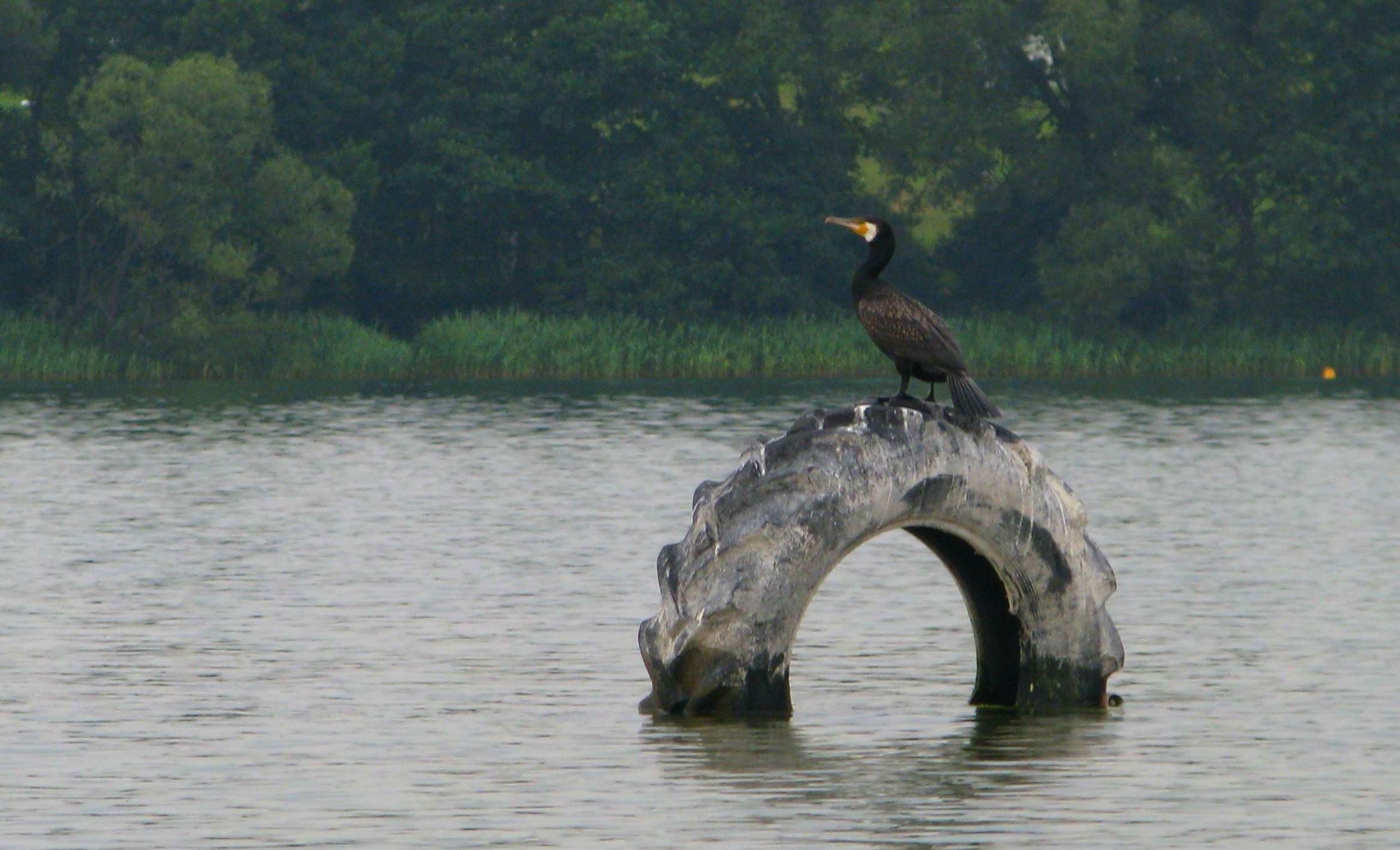
Kormoran zwyczajny na jeziorze

## Dane morfometryczne
Powierzchnia zwierciadła wody według różnych źródeł wynosi od 128,5 ha przez 130,5 ha do 130,9 ha.
Zwierciadło wody położone jest na wysokości 79,1 m n.p.m. lub 79,5 m n.p.m. Średnia głębokość jeziora wynosi 6,8 m, natomiast głębokość maksymalna 18,5 m.
W oparciu o badania przeprowadzone w 2002 roku wody jeziora zaliczono do III klasy czystości i II kategorii podatności na degradację.
W roku 1995 wody jeziora również zaliczono do wód III klasy czystości.